# Liste des plus hautes constructions de Phoenix

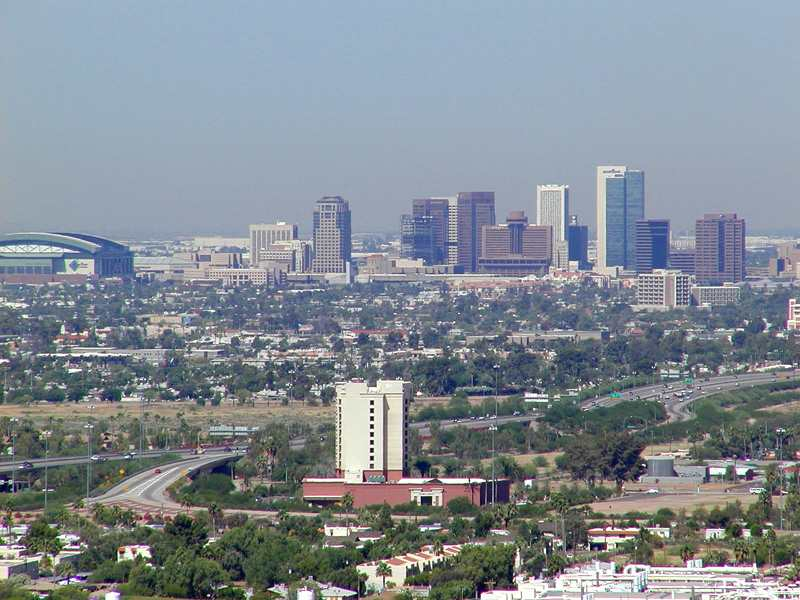
Downtown Phoenix

Cet article concerne une liste des immeubles les plus hauts de la ville de Phoenix dans l'État de l'Arizona, aux États-Unis. L'histoire des gratte-ciel à Phoenix a commencé avec l'achèvement en 1924 du Luhrs Building, qui est considéré comme le premier gratte-ciel dans la ville, la structure est haute de 138 pieds (42 m) et comporte dix étages. Le Westward Ho, qui est considéré comme le premier gratte-ciel de la ville, a été achevé en 1927. Aujourd'hui, sur les vingt plus hauts gratte-ciel de l'Arizona, dix-huit étaient situés à Phoenix.
La ville a connu un boom immobilier dans les années 1960, au cours de duquel Phoenix a vu l'achèvement de trois de ses 25 plus hauts bâtiments, comprenant le Phoenix Corporate Center et le 4000 North Central Avenue. Il y a eu ensuite un autre grand boom de la construction de 1980 à début des années 1990. Dans cette période, 13 des 25 plus hauts immeubles de la ville ont été construits, y compris le Qwest Tower, la Viad Tower et le Phoenix City Hall. En juin 2008, il y avait 68 immeubles de grande hauteur dans la ville. Toutefois, aucun bâtiment de Phoenix ne fait partie des plus hautes constructions des États-Unis.

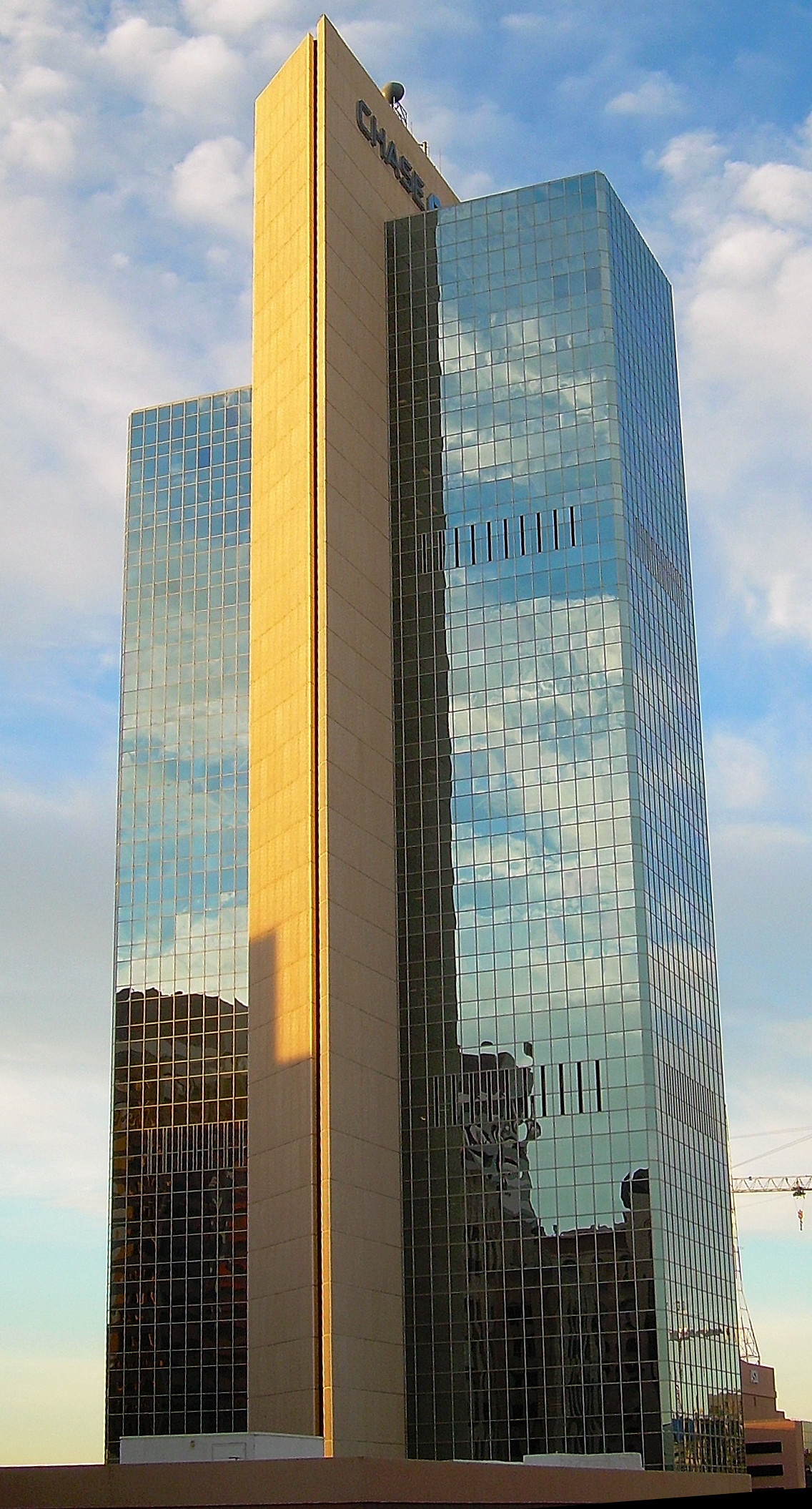
Chase Tower

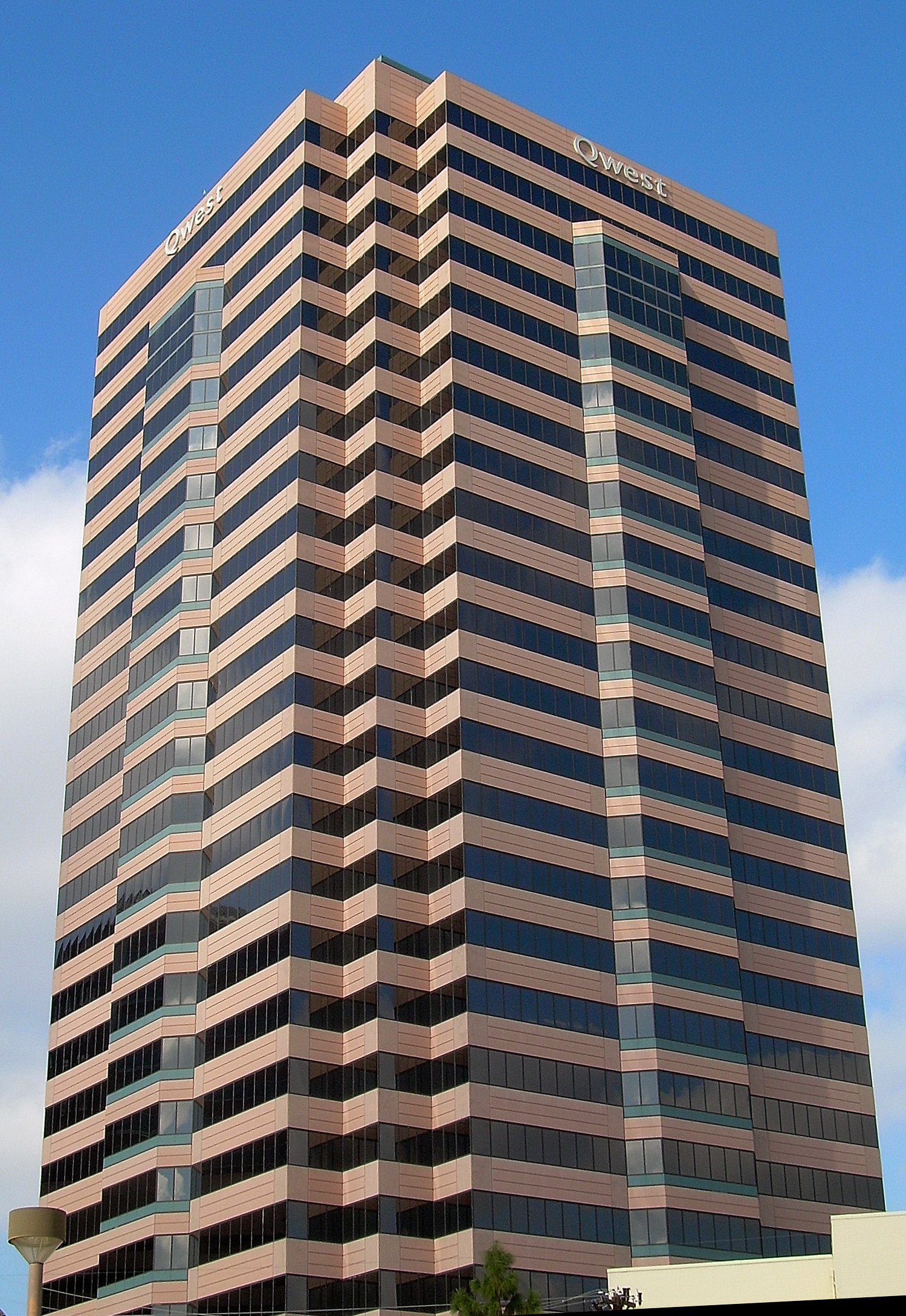
Qwest Tower

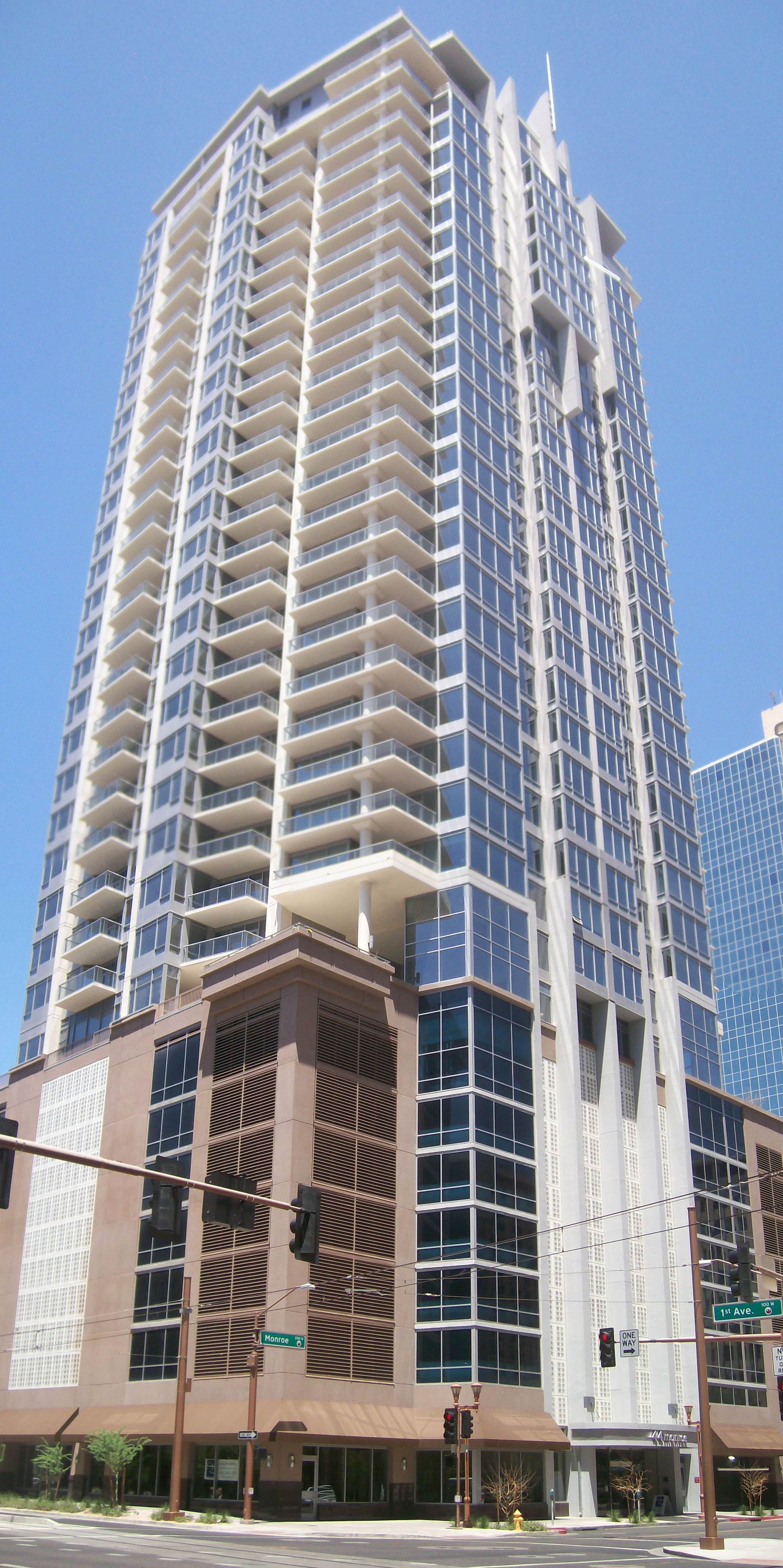
44 Monroe

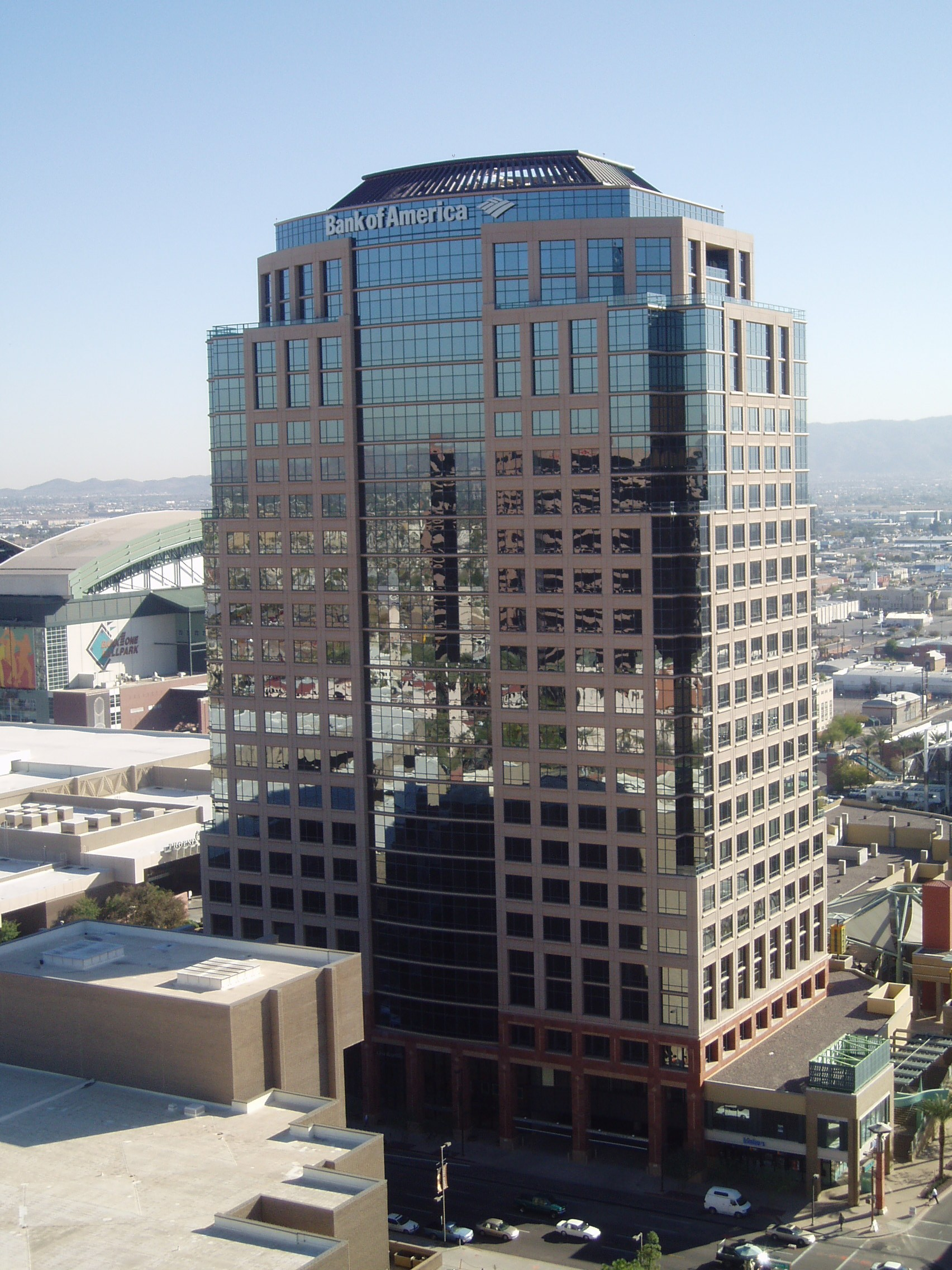
Bank of America Tower (Phoenix)

En 2014 la liste des immeubles de 100 mètres de hauteur et plus est la suivante;
| Rang | Nom                               | Hauteur | Étages | Année |
| ---- | --------------------------------- | ------- | ------ | ----- |
| 1    | Chase Tower                       | 147 m   | 40     | 1972  |
| 2    | Cityscape Tower II                | 125 m   | 24     | 2014  |
| 3    | US Bank Center                    | 124 m   | 31     | 1976  |
| 4    | Qwest Tower                       | 121 m   | 25     | 1989  |
| 5    | Cityscape Tower 1, Wachovia Tower | 117 m   | 27     | 2010  |
| 5    | One Central Park East             | 117 m   | 26     | 2009  |
| 7    | 44 Monroe                         | 116 m   | 34     | 2008  |
| 8    | Viad Tower                        | 114 m   | 24     | 1991  |
| 9    | Two Renaissance Square            | 113 m   | 28     | 1990  |
| 9    | Wells Fargo Plaza (Phoenix)       | 113 m   | 27     | 1971  |
| 11   | Hôtel de ville de Phoenix         | 112 m   | 20     | 1994  |
| 12   | Sheraton Phoenix Downtown         | 110 m   | 32     | 2008  |
| 12   | Bank of America Tower (Phoenix)   | 110 m   | 23     | 2000  |
| 14   | 3300 North Central Avenue         | 109 m   | 27     | 1980  |
| 15   | One Renaissance Square            | 106 m   | 26     | 1986  |
| 16   | Phoenix Corporate Center          | 104 m   | 26     | 1960  |
| 17   | Phoenix Plaza I                   | 101 m   | 20     | 1988  |
| 17   | Phoenix Plaza II                  | 101 m   | 20     | 1990  |